# Briggsia latisepala
Briggsia latisepala là một loài thực vật có hoa trong họ Tai voi. Loài này được Chun ex K.Y.Pan mô tả khoa học đầu tiên năm 1988.